# 順天學政
順天學政，又稱直隸學政，全名為提督順天學政，為清代直隸省的提督學政，是直隸省的學校政令、歲科兩試、師儒考核等教育相關職務的最高長官，沒有固定品級，皆是原來的官銜品級來出任該職。清初時，原是以正五品順天督學御史的名義來負責直隸的學政，到了順治十年（1653年）以後，改以翰林院眾官出任該職位，到了乾隆朝以後，更是多以各部院的副手來出任該職位。而到了光緒三十一年（1905年）科舉制度正式被廢除，提督學政也被改為了正三品提學使之職。
順治元年（1644年），降清的原明朝御史曹溶被任命為初代順天學政，其以順天督學御史的身分行使學政的權力。而末代順天學政則是後來官至從一品左都御史的陸寶忠。

## 沿革
清初的時候，直隸省與其餘各省皆設立督學道不同，乃是以督學御史的身分來管理當地學政，並且都是以進士出身的各部郎中來出任即可。但到了順治十年（1653年），順治皇帝下令各地學道及順天學政等，改以改用翰林院中的編修、檢校、中允、贊善、侍講、侍讀等來出任學政的職位。

## 收入
順治十三年（1656年）議定官員薪俸後，順天學政的年俸為其原來品級的俸銀和俸米。而後到了雍正初年的養廉銀制度及之後的一系列更動中規定了順天學政的養廉銀為每年白銀4000兩。

## 歷任順天學政
| 任職者 | 任期               | 出身                              | 旗籍 | 接任前官職                      | 卸任後官職           | 備註                   |
| ------ | ------------------ | --------------------------------- | ---- | ------------------------------- | -------------------- | ---------------------- |
| 曹溶   | 順治元年-順治2年   | 崇禎十年 進士                     |      | 巡城御史                        | 巡城御史             |                        |
| 張鳴駿 | 順治2年-順治4年    | 崇禎十三年 進士                   |      | 江西道監察御史                  | 江西道監察御史       |                        |
| 王昌胤 | 順治4年-順治？年   | 崇禎十年 進士                     |      | 山西道監察御史                  |                      |                        |
| 朱鼎延 | 順治6年-順治？年   | 崇禎十六年 進士                   |      | 宣大巡按御史                    | 河南道監察御史       |                        |
| 宗敦一 | 順治9年-順治？年   | 崇禎四年 進士                     |      | 山東巡按御史                    | 江南道監察御史       |                        |
| 程芳朝 | 順治10年-順治13年  | 順治四年 榜眼 內翰林國史院 編修   |      | 左春坊左諭德 兼內翰林秘書院修撰 | 內翰林弘文院侍讀學士 |                        |
| 姜元衡 | 順治13年-順治？年  | 順治六年 進士 翰林院 庶吉士       |      | 內翰林弘文院侍講                |                      |                        |
| 熊伯龍 | 順治14年-順治？年  | 順治六年 榜眼 內翰林弘文院 編修   |      | 內翰林祕書院侍讀                | 國子監祭酒           |                        |
| 汪煉南 | 順治18年-？        | 順治九年 進士 翰林院 庶吉士       |      | 翰林院編修                      |                      |                        |
| 蕭惟豫 | 康熙3年-康熙？年   | 順治十五年 進士 翰林院 庶吉士     |      | 內國史院侍讀                    |                      |                        |
| 蔣超   | 康熙6年-康熙？年   | 順治四年 探花 內翰林弘文院 編修   |      | 內翰林弘文院編修                | 內翰林弘文院修撰     |                        |
| 胡簡敬 | 康熙9年-康熙？年   | 順治十二年 進士 翰林院 庶吉士     |      | 內翰林國史院侍讀                | 翰林院侍讀學士       |                        |
| 王澤弘 | 康熙11年-康熙？年  | 順治十二年 進士 翰林院 庶吉士     |      | 翰林院侍講                      | 詹事府少詹事         |                        |
| 吳國對 | 康熙15年-康熙？年  | 順治十五年 探花 內翰林祕書院 編修 |      | 翰林院侍讀                      |                      |                        |
| 吳珂鳴 | 康熙17年-康熙 ？年 | 順治十五年 進士 翰林院 庶吉士     |      | 右春坊右中允                    |                      |                        |
| 董訥   | 康熙21年-康熙？年  | 康熙六年 探花 內翰林弘文院 編修   |      | 翰林院侍講，加侍讀學士銜        | 額外侍讀學士         |                        |
| 王頊齡 | 康熙23年-康熙25年  | 康熙十五年 進士                   |      | 翰林院侍講                      | 翰林院侍讀           | 少傅，諡號「文恭」     |
| 李應廌 | 康熙25年-康熙？年  | 康熙十五年 進士 翰林院 庶吉士     |      | 司經局洗馬                      | 太常寺少卿           |                        |
| 顧藻   | 康熙29年-康熙？年  | 康熙十五年 進士 翰林院 庶吉士     |      | 翰林院侍講                      | 內閣學士兼禮部侍郎   |                        |
| 李光地 | 康熙33年           | 康熙九年 進士 翰林院 庶吉士       |      | 兵部右侍郎                      | 工部右侍郎           | 太子太傅，諡號「文貞」 |
| 朱阜   | 康熙33年-康熙？年  | 康熙九年 進士 翰林院 庶吉士       |      | 詹事府少詹事                    |                      |                        |
| 楊大鶴 | 康熙37年-康熙？年  | 康熙十八年 進士 翰林院 庶吉士     |      | 左春坊左諭德                    | 翰林院侍講           |                        |
| 楊名時 | 康熙41年-康熙？年  | 康熙三十年 進士 翰林院 庶吉士     |      | 翰林院檢討                      | 翰林院侍讀           | 太子太傅，諡號「文定」 |
| 梅之珩 | 康熙44年-康熙？年  | 康熙二十四年 進士 翰林院 庶吉士   |      | 翰林院侍讀                      | 詹事府少詹事         |                        |